# Macaranga cuernosensis
Macaranga cuernosensis är en törelväxtart som beskrevs av Adolph Daniel Edward Elmer. Macaranga cuernosensis ingår i släktet Macaranga och familjen törelväxter.
Artens utbredningsområde är Filippinerna. Inga underarter finns listade i Catalogue of Life.